# Mijnhout

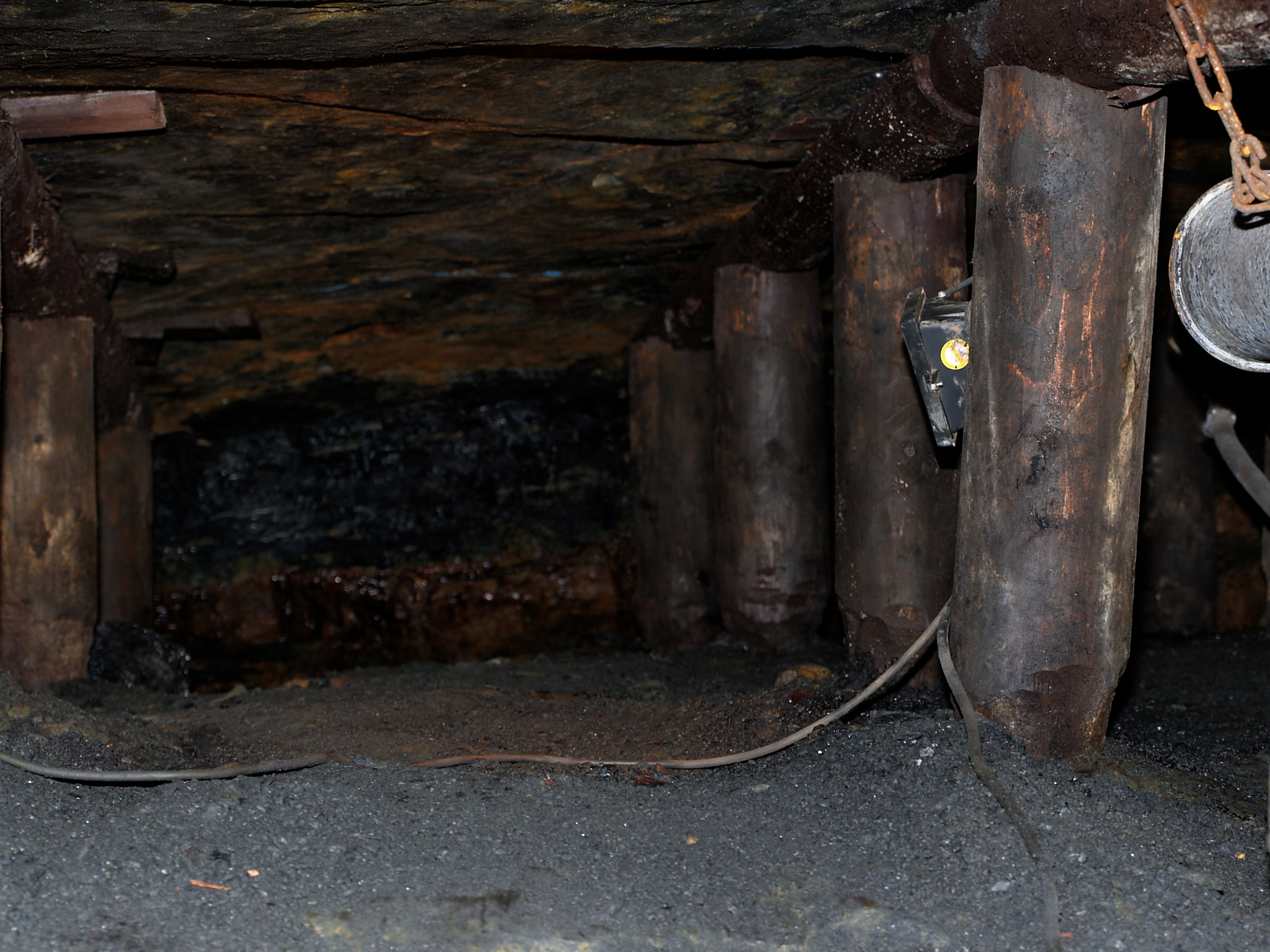
Mijnhout

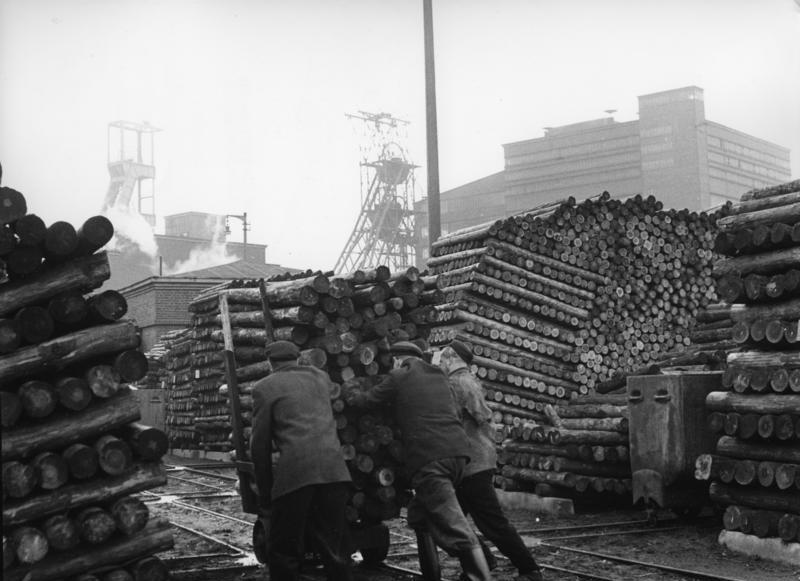
De mijnen beschikten over uitgestrekte houtterreinen

Mijnhout is de algemene benaming voor al het hout dat in de ondergrondse werken van de steenkolenmijnen gebruikt wordt als ondersteuningsmateriaal. Het betreft doorgaans op maat gezaagd naaldhout. De meest gebruikelijke houtsoort is grenenhout; dat is hout afkomstig van de grove den.
Het hout dient ter beveiliging van de mijnwerkers tegen steen- en kolenval, ook moet het zorgen dat de mijngangen en ruimtes voor korte of langere tijd voor vervoer, verkeer en luchtverversing open blijven.
Niet alle hout is geschikt om als mijnhout te worden gebruikt. Mijnhout dient grote draag- en buigsterkte te bezitten en moet bovendien waarschuwen bij een te zware druk. De ervaring heeft geleerd dat naaldhout, met name grenenhout, het beste aan deze eisen voldoet. De mijnen kunnen alleen maar hout gebruiken, dat volkomen gezond is, goed geschild en geen nadelige scheuren of andere gebreken heeft. Verder dient het recht en glad zijn en mogen er maar weinig kwasten in zitten. Grenenhout genoot tevens de voorkeur (voor de kompels zelfs boven metaal) omdat het de eigenschap heeft eerst een krakend geluid te produceren alvorens te breken. Hierdoor werden de mijnwerkers gewaarschuwd tegen een spoedige instorting van de schacht.
Op plaatsen waar ondergronds een gang of ruimte wordt gemaakt, zal het dak (plafond) doorgaans de neiging hebben te zakken, het dient daarom te worden gestut. Met het aanbrengen van ondersteuningen in de pijlers wordt niet beoogd de zakking van de daklagen te voorkomen. Dit is trouwens vrijwel onmogelijk. Wel moeten de ondersteuningen, in ieder geval ten dele, de zakking der daklagen mogelijk maken, zonder te breken. Dit wordt bereikt door toepassing van aangepunte houten of inschuifbare ijzeren stijlen.
Elke ondersteuning bestaat in de regel uit twee stijlen (staanders) en een tegen het dak geplaatste kap. Bij houten ondersteuningen bestaat de stijl uit rondhout waarvan het uiteinde dat onder de kap wordt aangebracht uitgehold (gemeesd) is, de andere kant is recht of aangepunt. Aangepunte stijlen worden vaak toegepast in pijlers met een hard vloergesteente. Onder invloed van het zakken van het dak zal de punt omkrullen waardoor het vroegtijdig breken van de stijlen wordt voorkomen. Om verschuiven te voorkomen worden de stijlen in een vloergat geplaatst. Teneinde een zo goed mogelijke weerstand tegen de zakkende daklagen te verkrijgen, behoren de stijlen 'bergslag', dat wil zeggen loodrecht tussen dak en vloer te worden aangebracht. Voor de kappen worden doorgaans halfhouten, zogenaamde platten gebruikt. Platten worden boven rondhout verkozen, omdat ze gemakkelijk zijn aan te brengen, niet rollen of schuiven en met een groter oppervlak tegen het dak liggen. Tussen de kap en het dak worden zogenoemde spitsen (dunne halfhouten) aangebracht om dunne losse steenlaagjes te ondersteunen en het neervallen daarvan te voorkomen.
Mijnhout is tot ver in de 20e eeuw het enige ondersteuningsmateriaal in pijlers, steengangen en galerijen van de mijnen geweest. De vraag naar mijnhout was in de bloeitijd van de ondergrondse steenkoolmijnbouw zeer groot. Grote oppervlakten naaldhout zijn aangeplant om dit hout te kunnen leveren. Voor de opslag van al dit hout beschikten de mijnen over uitgestrekte houtterreinen. Met de komst van metalen ondersteuningsmateriaal in de jaren 30, werd de toepassing van mijnhout steeds minder belangrijk. Het toenemend gebruik van ijzeren stijlen en kappen, en de steeds voortschrijdende mechanisatie van het koolfront, zorgde ervoor dat het verbruik van mijnhout in de daarop volgende jaren steeds verder afnam. Nadat, zowel in Nederland als in België, de mijnen in de jaren 70 en 80 van de twintigste eeuw waren gesloten, verdween de behoefte van deze landen aan mijnhout geheel.